# مقاطعة درواز (تقسيم قديم)
مقاطعة دارواز إحدى مقاطعات ولاية بدخشان في أفغانستان حتى عام 2005. كانت جزءًا من منطقةدارواز التاريخية المقسمة الآن بين أفغانستان وطاجيكستان. في عام 2005 قُسمت مقاطعة درواز إلى مقاطعة ميمي، ومقاطعة درواز بالا، ومقاطعة شكاي. تستخدم بعض الخرائط اسم درواز للإشارة إلى مقاطعة ميمي. وكانت مقاطعة تاريخيا جزءا من إمارة دارواز، وهي دويلة شبه مستقلة يحكمها مير.